# قاضی درد (بازی ویدئویی)
قاضی درد (به انگلیسی: Judge Dredd) یک بازی ویدئویی در ژانر اکشن و بزن برو جلو برپایه کمیک های قاضی درد نوشته جان واگنر است که برای دستگاه های آرکید در سال ۱۹۹۲ منتشر شد. گرچه قرار بود تعداد مراحل بیشتر باشد اما بخش هایی از بازی کنسل شدند. این بازی به دلیل داشتن سبک فوتو رئالیسم بازی هایی همچون مورتال کمبت مورد توجه قرار گرفته است.